# Блудный сын (картина Розы)
«Блудный сын» — картина итальянского художника эпохи Позднего Возрождения Сальватора Розы из собрания Государственного Эрмитажа.
На картине изображён юноша, стоящий на коленях и молитвенно сложивший руки, он находится на фоне коровы, коз и овец. Картина иллюстрирует популярнейшую притчу Иисуса Христа о блудном сыне, описанную в Евангелии от Луки (Лк. 15: 11-32). В правом нижнем углу находится монограмма художника RS и номер 385, нанесённый розовой краской — под этим номером картина была внесена в первый рукописный каталог Эрмитажа, начатый в 1797 году.
Картина написана в первой половине 1650-х годов. Обстоятельства её создания и первоначальный владелец не установлены, в начале XVIII веке картина находилась в собрании Р. Джира в Уилтоне (Англия), а с 1736 года принадлежала Роберту Уолполу, графу Орфорда, и пользовалась огромной популярностью. Младший сын Роберта Уолпола литератор Хорас Уолпол, описывая коллекцию своего отца, заметил:

В «Блудном сыне» лорда Орфорда представлена крайняя нищета и низкая натура, не грязная и плутовская, как у Микеланджело Караваджо; и не мелочная, обыденная, вымученная, как у голландских живописцев.

Во второй половине XVIII века в Англии с картины были сделаны несколько широко разошедшихся гравюр, растиражированных в мастерской британского гравёра Джона Бойделя, один из сохранившихся отпечатков имеется в коллекции Метрополитен-музея. 
В 1779 году картина в составе всей коллекции Уолпола была приобретена императрицей Екатериной II и тем самым легла в основу собрания итальянской живописи в Эрмитаже. Выставляется в здании Нового Эрмитажа в зале 238 (Большой итальянский просвет).
В замке графов Гаррахов в Рорау в начале XX века находилась картина, повторявшая с некоторыми изменениями эрмитажное полотно; она считалась копией работы, её современное местонахождение неизвестно.
В коллекции Метрополитен-музея в Нью-Йорке имеется рисунок пастелью и карандашом, являющийся копией картины с некоторыми отличиями, этот рисунок также выполнен в середине 1650-х годов и в Нью-Йорке считается работой подражателя Сальватора Розы; в Эрмитаже же считают, что авторство рисунка принадлежит самому Розе и он является подготовительным для эрмитажной картины.
В 1655—1665 годах Роза написал другую картину на этот же сюжет: «Возвращение блудного сына»; она хранится в Национальной галерее Канады.

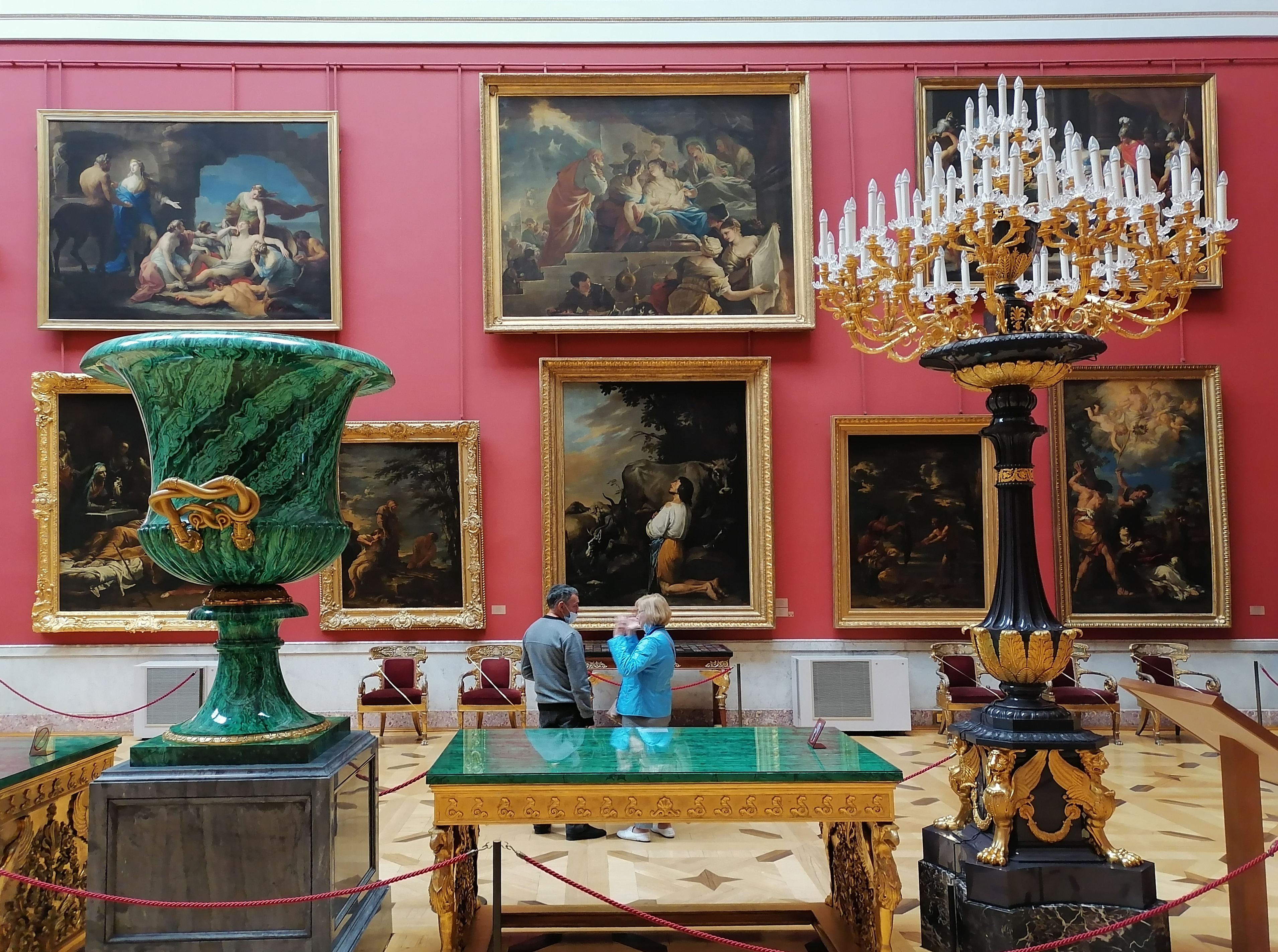
Картина в Большом итальянском просвете (зал 238) Нового Эрмитажа
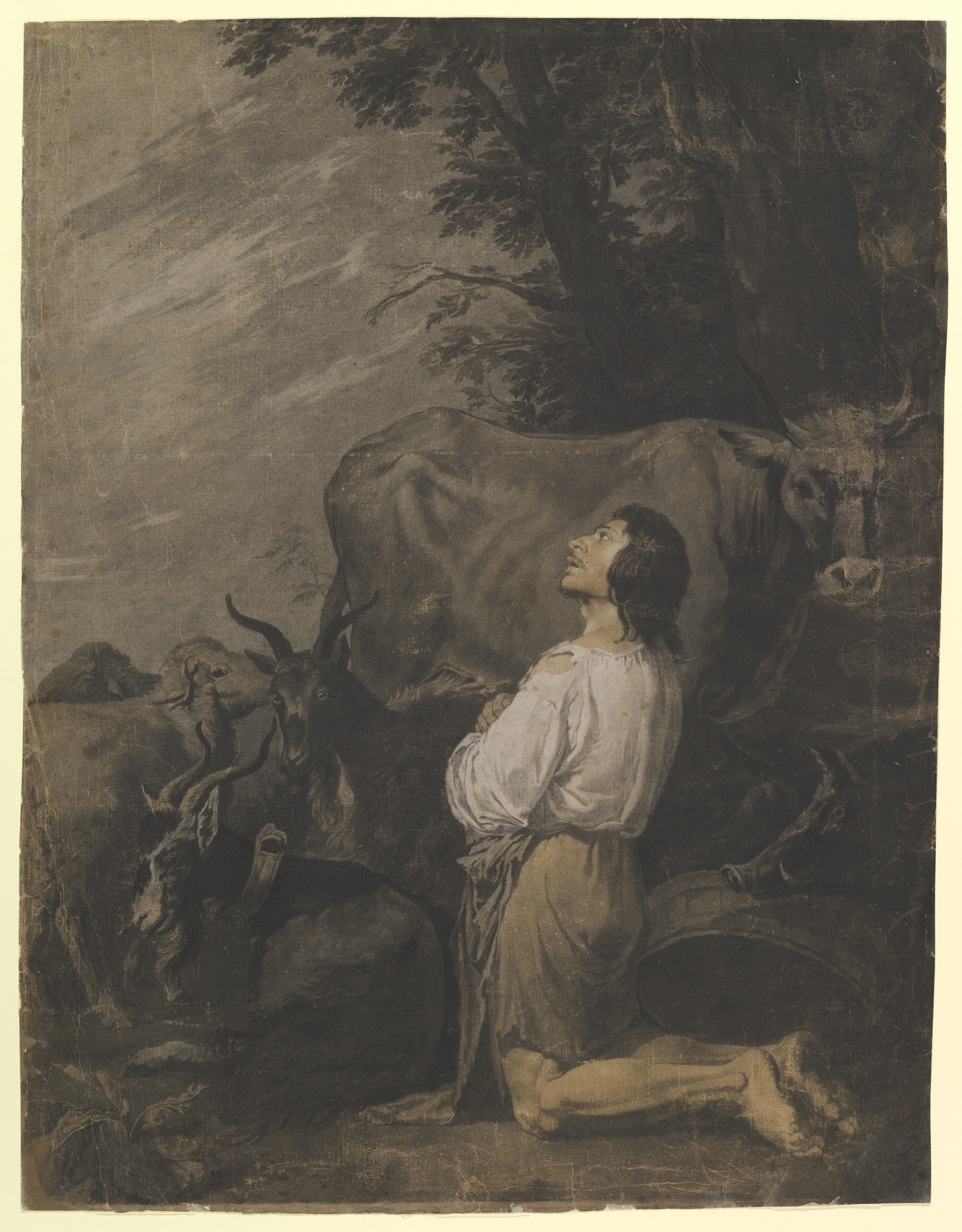
Подражатель Сальватора Розы. «Блудный сын». Карандаш, пастель. 57,0 ×  44,2 см. Метрополитен-музей
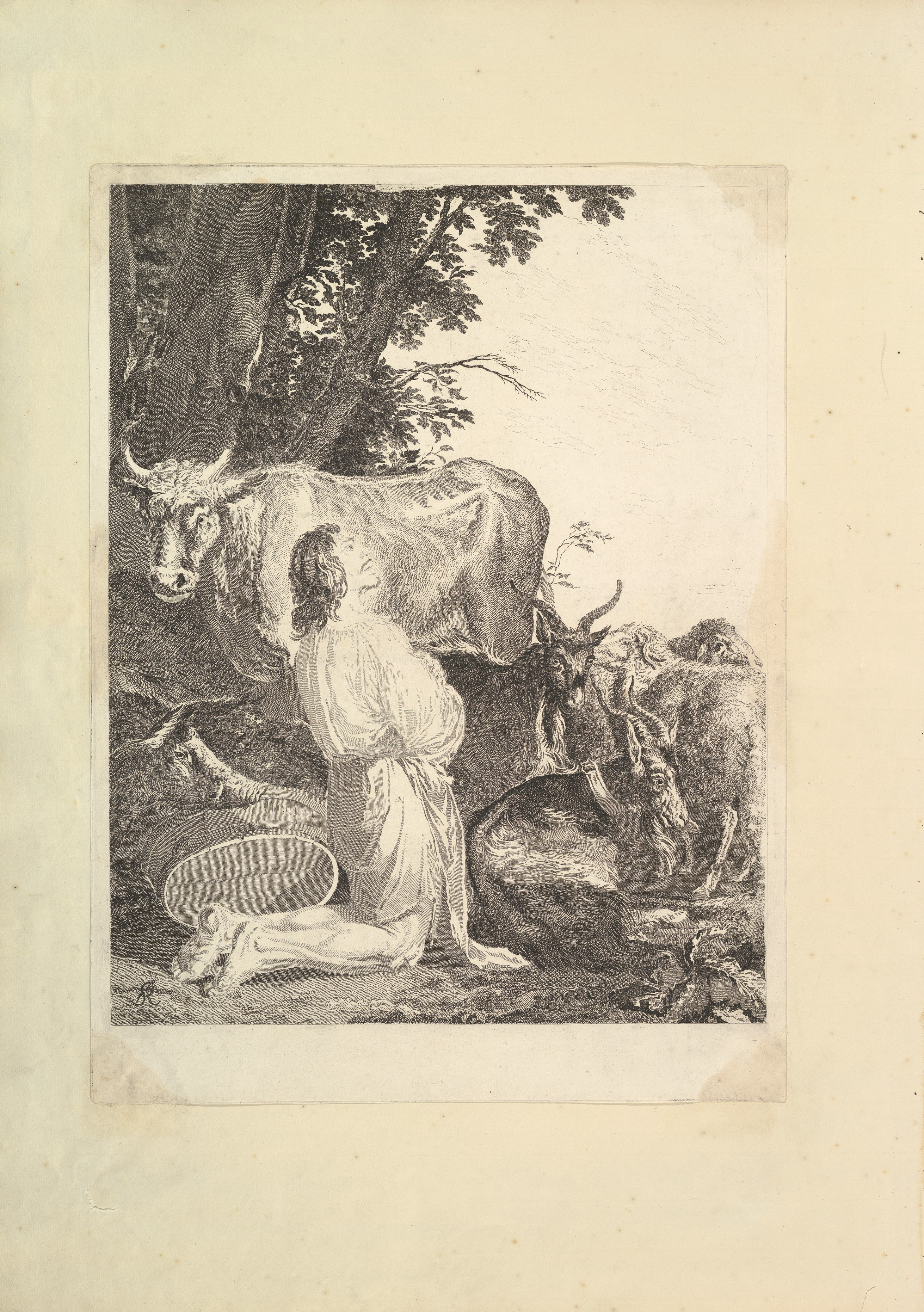
«Блудный сын». Гравюра Симона Франсуа Равене. 1781 год